# Moza bint Nasser al-Missned
Pour les articles homonymes, voir Nasser (homonymie).
Moza bint Nasser al-Missned (en arabe : موزا بنت ناصر المسند), née en 1959 à Al-Khor, est, depuis 1977, l'une des trois épouses de Hamad ben Khalifa Al Thani, émir du Qatar de 1995 à 2013, et la mère de l'émir Tamim ben Hamad, en faveur duquel son père a abdiqué le 25 juin 2013. Elle est présidente de la Fondation du Qatar et fondatrice de Silatech.

## Biographie
Elle est la fille de l'opposant réformiste Nasser al-Missned. Elle se marie à 18 ans avec Hamad ben Khalifa Al Thani, membre de la famille régnante et émir du Qatar de 1995 à 2013. Ce mariage est décrit comme un arrangement politique entre la famille Al Thani et le clan Al Misnad. Elle est la deuxième épouse de Hamad. Elle est la seule à apparaître en public. Après son mariage, elle continue ses études et obtient un diplôme de sociologie à l'université du Qatar en 1986.
Elle a eu sept enfants avec Hamad, dont Tamim ben Hamad, pour lequel le cheick Hamad a modifié en 2003 son ordre de succession en le désignant comme son héritier aux dépens du troisième de ses 24 enfants, Jassim ben Hamad.

## Rôle public

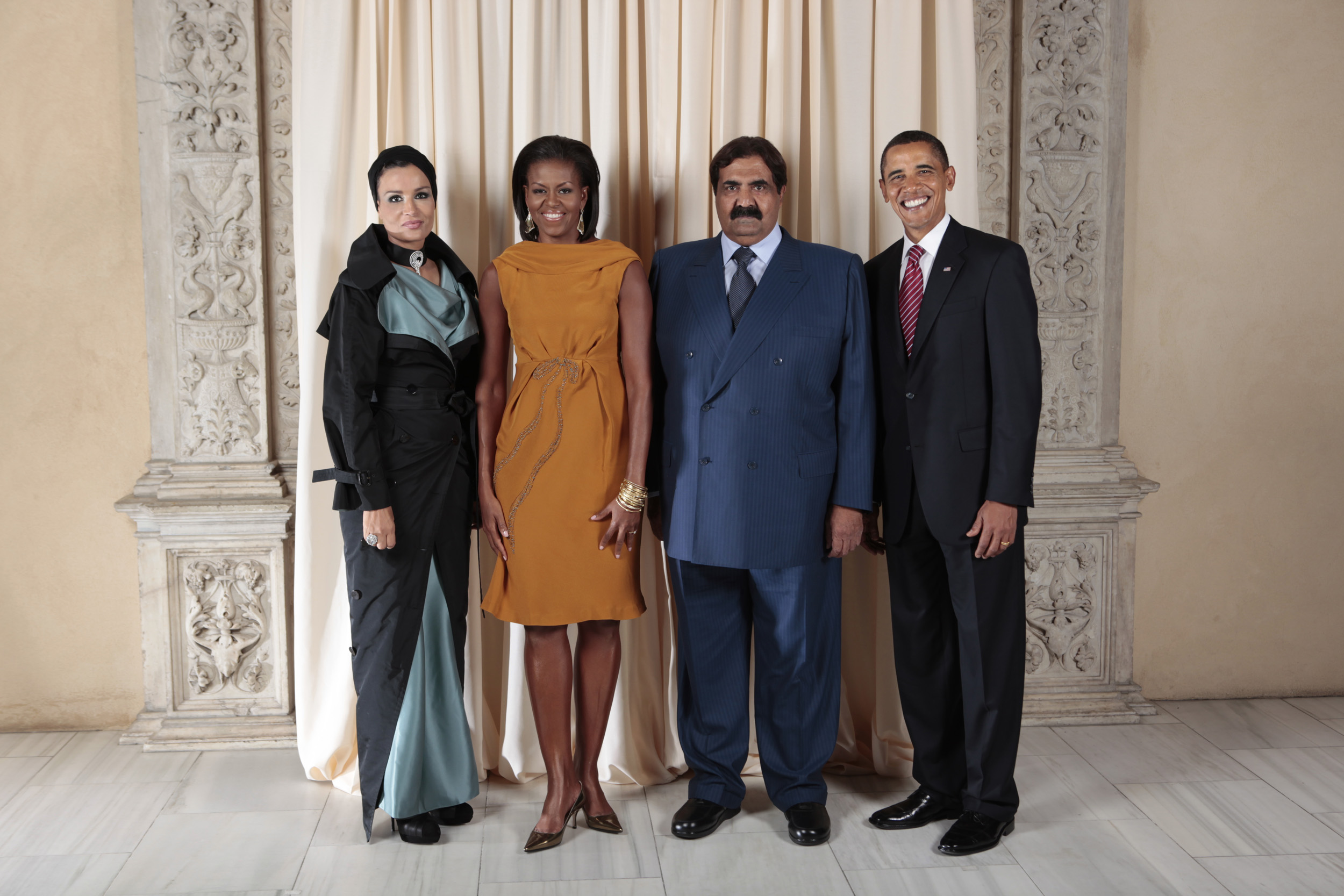
De gauche à droite : Moza al-Missned, Michelle Obama, Hamad ben Khalifa Al Thani et Barack Obama, à la Maison-Blanche

En 1996, elle lance la fondation du Qatar pour l'éducation. Elle estime que les choix d'ouverture du cheikh Hamad devraient être appuyés par un travail de fond de la société qatarienne, afin de devenir petit à petit un modèle pour la région. Elle s’intéresse à la promotion de la famille, de l’éducation, de la santé et du patrimoine (en 2011, sa fondation dispose d'un budget de 15 milliards de dollars).
En novembre 2002, elle est nommée vice-présidente du Conseil suprême de l’Éducation, une institution gouvernementale dont la fonction est de superviser les idées de réformes qataries dans le système éducatif.
Elle apparaît médiatiquement à partir de 2003, donnant de multiples conférences et gagnant une grande influence et l'admiration d'une génération de jeunes entrepreneuses éduquées du Golfe persique. Le Monde note : « Devenue depuis la meilleure VRP du richissime petit émirat, elle sillonne le monde pour prêcher la bonne parole du "dialogue des cultures" et de "l'alliance des civilisations" ».
Elle est nommée le 13 janvier 2003 envoyée spéciale de l’UNESCO pour l’éducation de base et l’enseignement supérieur, en hommage à son implication à la promotion de l’éducation au Qatar. Outre la présidence de sa fondation du Qatar pour l'éducation, elle dirige le Conseil suprême pour les Affaires familiales. Elle contribue ainsi à la mise en place d’activités et de projets dans les domaines de l’éducation de base et de l’enseignement supérieur. Elle a de cette manière mis en place au Qatar plusieurs écoles privées de haut standing à but non lucratif et des institutions d’apprentissage pour enfants et jeunes gens.
En 2006, elle participe à faire adopter un code de la famille au Qatar. Il autorise la polygamie et prévoit que la femme doit « l'obéissance d'usage » à son mari, lequel peut seul autoriser son épouse à travailler. Cheikha Moza critique le féminisme, qu'elle qualifie de « colonial », qui selon elle voudrait imposer aux femmes arabes des normes et des valeurs « laïques » qui leur seraient étrangères. Elle semble cependant incarner une forme de féminisme islamique, notamment avec ses élégantes tenues vestimentaires.
En 2007, elle déclare : « Comment peut-on sincèrement parler de la participation politique des femmes au Moyen-Orient où elles sont devenues un produit cyniquement utilisé pour servir de caution à des régimes dans lesquels elles n'ont aucun pouvoir réel ? ». « Il n'y a rien dans notre religion qui interdise la participation des femmes à la vie publique. Elles en sont exclues pour les mêmes raisons que les hommes : le manque de démocratie ». Ce discours va cependant à l'encontre de la réalité politique du Qatar, un régime autoritaire où la liberté de la presse n'est pas respectée et où les femmes sont l'objet de nombreuses discriminations. Selon Le Monde, ces prises de position rejoignent une volonté de trouver des appuis externes au Qatar afin d'y contrer ses opposants politiques (notamment le Premier ministre et le ministre des Affaires étrangères à une époque, mais aussi les salafistes). En 2011, au moment du printemps arabe, elle est également la cible de militants hostiles au régime, qui appellent sur les réseaux sociaux à sa mise à l'écart des affaires de l'État.
En 2008, elle pilote la création d'un centre pour la liberté de la presse, dont Robert Ménard est brièvement membre. Le centre est à l'origine d'une proposition de réforme du code de la presse en 2009, mais qui est abandonnée après l'opposition du Conseil consultatif. Elle dirige par ailleurs Qatar Luxury, qui prend en 2011 le contrôle du groupe français Le Tanneur.
En 2009, elle est reçue à l'Académie des beaux-arts de l'Institut de France, en tant que membre étranger.
En 2010, elle a joué un rôle primordial dans la campagne d’organisation de la Coupe du monde de football 2022. Cependant, elle a rejeté les allégations de corruption qatarie dans le processus de sélection pour la Coupe du Monde de la FIFA.
Comme philanthrope, elle défend la sensibilisation à l'autisme, mettant l'accent sur les services précoces d'intervention et de soutien aux enfants atteints de trouble du spectre autistique.
Elle est activement engagée dans la lutte contre la violence domestique, l'amélioration des droits du travail des enfants et la promotion d'un accès plus important pour les personnes handicapées. Pour freiner la propagation de l'extrémisme chez les jeunes, elle dirige des initiatives au Qatar et au-delà pour améliorer l'éducation et étendre les possibilités d'emploi pour les jeunes. Ses efforts visent à favoriser un environnement plus inclusif et favorable aux jeunes.
Elle a rencontré la présidente du Kosovo, Vjosa Osmani-Sadriu, la secrétaire générale adjointe des Nations unies, Amina J. Mohammed, la Première dame d'Irak, Ibrahim Ahmed, Lydia Abela, l’épouse du Premier ministre de Malte et la Première dame de la République coopérative de Guyane, Arya Ali, en marge du 30e anniversaire de l'année de la Conférence de la famille au Qatar National Convention Centre pour discuter de sujets relatifs à la famille, protégeant l'éducation en temps de guerre et de crise, et l'autonomisation économique des jeunes.
Elle inaugure le sommet du Jadal, consacré à la première mosquée dirigée par les femmes au Qatar.
En mars 2025, Cheikha Moza, accompagnée de Cheikha Hind Bint Hamad Al Thani et d'une équipe d'experts et de spécialistes, visite la Warif Academy, la première école publique du Qatar offrant une éducation inclusive et des services de réadaptation complets en arabe pour les étudiants ayant de multiples handicaps, qui n'avaient auparavant pas accès à l'éducation.

## Influence
En 2007, le magazine Forbes la classe 79e des femmes les plus puissantes du monde.
En 2011, elle apparait à la seconde place dans le classement Vanity Fair des femmes les mieux habillées.
Moza bint Nasser se montre en public avec des abayas et robes élégantes réalisées par des designers renommés comme Stéphane Rolland, Valentino et Dior.

## Prix
- 2007 : Prix Chatham House pour son engagement en faveur d'une éducation progressiste et du bien-être communautaire au Qatar[18]
- 2016 : Membre de l'ordre du Sourire en Pologne[19]
- 2017 : Nommée pour recevoir le Prix de la Première dame arabe (The First Arab Lady Award)